# Emotion in Motion
Emotion in Motion è un singolo del musicista statunitense Ric Ocasek, estratto dal suo secondo album da solista This Side of Paradise del 1986.

## Il brano
Nel brano Ric si riferisce ad una ragazza che per lui significa tutto, questo potrebbe essere stato ispirato a Pavlína Pořízková che Ocasek incontrò nel 1984 e sposò nel 1989.
Si è classificato al 15º posto nella Billboard Hot 100 negli Stati Uniti, è stato il singolo di maggior successo di Ocasek come artista solista.

## Video
Il video musicale del brano mostra Ric, nei panni di uno strano cavaliere in abiti moderni, che si muove in un'atmosfera fiabesca dove salva una sorta di Biancaneve, che ha morso una mela avvelenata, grazie all'antidoto recuperato dopo un duello a morte con il cattivo di turno.

## Tracce
Testi e musiche di Ric Ocasek.
Vinile 7"
1. Emotion in Motion – 3:55
2. P.F.J. – 3:39

## Classifiche
| Classifica (1986)                          | Posizione massima |
| ------------------------------------------ | ----------------- |
| Stati Uniti (Billboard Hot 100)            | 15                |
| Stati Uniti (Billboard Adult Contemporary) | 8                 |